# け〜たん
け〜たんは、長崎市に本社を置くフジテレビ（FNN・FNS）系列局・テレビ長崎（KTN）のマスコットキャラクター。

## 概要・特徴
2001年1月1日からKTNのイメージキャラクターとしてデビュー。「け〜たん」という名前の由来は局の略称・KTNの発音をつなげたものから採られた。
体の部分の色は黄色。テレビのモニターを模した頭の部分に、アンテナを模した3つの突起物が特徴である。
2019年4月からリモコンキーIDである数字の8をモチーフとした新たなマスコット「はっちゃKもの」に役割を譲ったが、KTNホームページには「はっちゃKもの」とともに紹介されている。

## プロフィール
- 誕生日（デビューの日）：2001年1月1日
- 出身：宇宙にあるテレナガ星
- 好きなもの：ひまわり、カステラ、ビワ（いずれも長崎名物）
- 嫌いなもの：磁石
- 趣味・特技：ダンス、波乗り、頭にある3つの突起物でいろんな情報をキャッチする事が出来る、また体を自由自在に操ることができる。

## その他
- 地球温暖化防止の長崎県民運動「チーム長崎」のイメージキャラクターである「エコたん」は弟分である。
  - ちなみに「け〜たん」は体の色が黄色であるのに対し、「エコたん」は緑色。
  - 「エコたん」も「け〜たん」同様「はっちゃKもの」登場後もKTNホームページに紹介されている。